# 絶対迎撃ウォーズ
『絶対迎撃ウォーズ』（ぜったいげいげきウォーズ）は、アクワイアより2015年7月2日に発売されたPlayStation 3及びPlayStation Vita用ゲームソフト。

## 概要
アクワイアの新規IPによるアクションゲーム。
内容は所謂タワーディフェンスと呼ばれるジャンルに分類され、後述の「リングフォースシステム」や防衛拠点となる都市を発展させるシミュレーションゲーム的要素などをアピールポイントとしている。

## ストーリー
世界が"不可視の終末"を迎え、多くの生命がほろんだのち、人類はアルタナイトという地下資源を発見し、その噴出地点に都市を構えることで生き延びてきた。
だが、謎の巨大エネミーがアルタナイトを狙って都市を襲ってきた。
それに対抗すべく、人類は、迎撃機構都市を作り上げ、"アルタード・ステイツ"の来訪を阻止すべく、その都市を発展させながらエネミーたちを迎撃していった。

## ゲームシステム
リングフォースシステム
本作品の中核を成しているシステム。
4層構造の環状都市に「兵装ユニット」を築き、都市そのものを回転させることによって360度で敵の迎撃を行う。

## 登場人物

### オペレーター
ラブロック
声 - 豊永利行
火器管制担当オペレーター。ガジェット好きで豪放磊落な人物。一日に一回は何がかっこいいのかと言うことを自問自答している。
チサ
声 - 山岡ゆり
情報管制担当オペレーター。オペレーター情報総合学園を春に卒業したばかりの新人。就職先が地方都市だったため最初は消極的だったが、本作の舞台である小さな都市の成長に愛着を感じつつある。感情の起伏が激しく、よく気を使うが、肝心な時に足を引っ張ってしまう。
タルコフ
声 - 内田雄馬
総合管制担当オペレーター。明るい性格だが、根は臆病で悲観的。迷信を気にするタイプであり、何か不安なことがあると緊急脱出を提案するため、「逃げ足のタルコフ」というあだ名をつけられている。パワーストーンなどに興じてはすぐに飽きては田舎の母親に送りつけている。
キーヨ
声 - 遠藤ゆりか
総合管制担当オペレーター。ふらりと席を離れてはいつの間にか戻ってくるなど気ままなところがあるが、仕事に対しては私情を挟まない。
モナリー
声 - 山本彩乃
電資管制担当オペレーター。頼れるようだが、肝心なところで失敗することが多い。恋愛経験豊富で、尽くしては降られるの繰り返しだが、すぐに立ち直る。酒豪で、酔うと周囲の人間の胸を揉みだす。
ティコ
声 - 吉岡麻耶
特務管制担当オペレーターである、出世欲旺盛なインターン。昼食をおごらせるといった様々なことを考えており、それがにやけ顔として表情に出てしまう傾向にある。
アシュリー
声 - 桑原由気
火器管制担当オペレーター。明るく無邪気だが、悪戯好きで自らの欲望に忠実。歌いながらエネミーを掃討する癖がある。
ペンローズ
声 - 沢城千春
情報管制担当オペレーター。ひょうひょうとした人物。女性にもてるが、親密になるほど距離を置くタイプである故特定の恋人はいない。冗談などでごまかそうと薄るが、かなりの理屈屋。普段は押さえているが、ピンチに陥るなどして本気を出すと驚異的なオペレーション能力を発揮する。
ランドール
声 - 本多真梨子
特務管制担当オペレーター。豪快で危機に立たされると生き生きとするタイプの女性。メリーベルとは気が合い、一緒にいることが多い。父親をエネミーの都市襲撃で亡くしており、母親と二人暮らし。
ウェザオール
声 - 坂巻学
特務管制担当オペレーター。無口で強面だが、頼りがいがあり、女性オペレーターの間では人気がある。10年前の輸送船事故で行方不明になった妻を探している。
チューリング
声 - 森谷里美
電資管制担当オペレーター。高等学校生だが、優秀な成績をおさめたため、インターンとして電資管制担当オペレーターを務めている。怒られることに慣れておらず、たびたび泣き出す。半人前で自分への自信はないが、芯は強く日々努力している。姉がおり、よく手紙を出している。また、ペットのミミズクであるズクズクをマフラーに入れて出勤している。
メリーベル
声 - 立花理香
火器管制担当オペレーター。柔らかな物腰と的確な仕事ぶりが特徴。
シノ
声 - 朝井彩加
電資管制担当オペレーター。暑苦しいまでにポジティブな人物。また、アクセサリー作りが趣味で、自ら身に着けるほか、同僚にも押し付ける。
ベリー
声 - 久保ユリカ
総合管制担当オペレーターで、アシュリーの双子の妹。姉とは対照的に冷静な人物。
キッカ
声 - 高野麻里佳
情報管制担当オペレーター。皮肉屋でネガティブな自分の性格に不満を抱いており、対照的な性格シノやヨーコの言動を参考に自分を変えようと努力している。
トウワ
声 - M・A・O
副司令。雰囲気作りが勝利へのカギとなると考えており、常に気を配っている。優しい性格ゆえオペレーターへの指導をためらうことがあるが、一度説教を始めると長引く。婚活に焦る一面を持つ。
ヒカチ
声 - 中恵光城
副司令。クールな性格の天才児だがプライドが高い。自らを高めることに余念がなく、足を引っ張るような無能者に対しては冷たい態度をとる。その一方で、家事は苦手で、私生活もだらしがない。
ガーンズバック
声 - 高橋英則
副司令を務める男性。30歳までは火器管制担当のオペレーターを務め、「閃烈のガーンズバック」の異名をとるほどの凄腕だったが、司令官との衝突が原因で都市を放棄する結果となり、引退して各地を放浪していたという過去を持つ。都市や市民のことをちゃんと実感したいという想いからサイクリングを趣味としているため、都市の現状について詳しい。
チャンドラ
声 - 渕上舞
都市司令部担当研究員。"不可視の終末"により孤児となった過去を持つ。キーヨとモナリーとは学生時代の知人であり、研究員の道へ進むきっかけとなった人物でもある。
研究に関しては非常に饒舌だが、それ以外のことに対しては関心が薄く、無口になる。
ショッピング番組を見ることが好きで、よく健康器具やら清掃用具を購入しているが、あまり使うことはなく、部屋の中で散らかっている。
ノイマン
声 - ふくまつ進紗
都市連合統合本部提督で、若い時はオペレーターを務めていた。放浪中だったガーンズバックを説得して副司令官に復帰させた人物でもある。温厚ながらも忍耐強い性格の持ち主。執務室に自分に似せた特注のマネキンを座らせて、屋上で休憩をとるときがある。

## エネミー
ティクティク
棘が生えたような姿をしたエネミー。
アントリオン
アリのような姿をしたエネミー。ビーム攻撃を用いる。
ピグマ
頭に一本の触角が生えた軟体動物のような姿をしたエネミー。一個体の戦闘力は弱いが、素早い移動能力と人海戦術を用い、集団で襲ってくる。
フラウラ
長い脚が特徴のエネミー。ピグマを生み出すだけで、攻撃能力は皆無。
グライド
赤い鉱物の姿をしたエネミー。その姿に違わず防御力が高い。
ブラップ
魚のような姿をしたエネミー。
バルドゥラ
巨人型エネミー。
ベリリッタ
飛行能力を持つエネミー。
ボロン
ボール型エネミー。飛行能力を持ち、攻撃対象を見つけると、その地点へ落下して自爆攻撃に持ち込む。
レクチェン
スライム型エネミー。攻撃を受けるたびに分裂して数を増やし、人海戦術へ持ち込む。
タンテラ
クモ型エネミー。素早い移動能力のほか、光学迷彩能力もあり、姿を消して相手の攻撃を無力化する。
ボルカーノン
四足歩行のエネミーで、エネミー観測史上最大の図体の持ち主。表皮は火山のようになっており、常に煙が出ている。
エキノプス
鋭い棘が生えたような姿をしたエネミー。攻撃を受けるたびに体のサイズが大きくなり、スペックも強化されていく。
ラマディロ